# Cornelis Goldschmeding
Cornelis Goldschmeding, meglio noto come Cor Goldschmeding (Amsterdam, 7 luglio 1927 – Amsterdam, 5 febbraio 1995), è stato un compositore di scacchi olandese.
Ha pubblicato circa 700 problemi, la gran maggioranza di matto in due mosse.
Laureato in economia, è stato un funzionario della Camera di Commercio di Amsterdam e poi direttore della Camera di Commercio di Arnhem.
Nel 1958 è stato nominato Giudice internazionale della composizione e nel 1988 Grande Maestro della composizione.
Ha fatto parte per molti anni del consiglio direttivo della PCCC, l'organismo della FIDE che presiede alla composizione scacchistica.
Due sue composizioni:
|   | a | b | c | d | e | f | g | h |   |
| 8 | b8 donna del nero · g8 alfiere del nero · a7 alfiere del nero · e7 pedone del bianco · g7 torre del nero · e6 cavallo del bianco · h6 cavallo del nero · b5 cavallo del bianco · c5 donna del bianco · e5 pedone del nero · a4 torre del bianco · d4 pedone del nero · e4 re del nero · g4 pedone del bianco · h4 pedone del nero · d3 pedone del nero · g3 pedone del bianco · h3 re del bianco · c2 torre del nero · f2 pedone del bianco · d1 alfiere del bianco | b8 donna del nero · g8 alfiere del nero · a7 alfiere del nero · e7 pedone del bianco · g7 torre del nero · e6 cavallo del bianco · h6 cavallo del nero · b5 cavallo del bianco · c5 donna del bianco · e5 pedone del nero · a4 torre del bianco · d4 pedone del nero · e4 re del nero · g4 pedone del bianco · h4 pedone del nero · d3 pedone del nero · g3 pedone del bianco · h3 re del bianco · c2 torre del nero · f2 pedone del bianco · d1 alfiere del bianco | b8 donna del nero · g8 alfiere del nero · a7 alfiere del nero · e7 pedone del bianco · g7 torre del nero · e6 cavallo del bianco · h6 cavallo del nero · b5 cavallo del bianco · c5 donna del bianco · e5 pedone del nero · a4 torre del bianco · d4 pedone del nero · e4 re del nero · g4 pedone del bianco · h4 pedone del nero · d3 pedone del nero · g3 pedone del bianco · h3 re del bianco · c2 torre del nero · f2 pedone del bianco · d1 alfiere del bianco | b8 donna del nero · g8 alfiere del nero · a7 alfiere del nero · e7 pedone del bianco · g7 torre del nero · e6 cavallo del bianco · h6 cavallo del nero · b5 cavallo del bianco · c5 donna del bianco · e5 pedone del nero · a4 torre del bianco · d4 pedone del nero · e4 re del nero · g4 pedone del bianco · h4 pedone del nero · d3 pedone del nero · g3 pedone del bianco · h3 re del bianco · c2 torre del nero · f2 pedone del bianco · d1 alfiere del bianco | b8 donna del nero · g8 alfiere del nero · a7 alfiere del nero · e7 pedone del bianco · g7 torre del nero · e6 cavallo del bianco · h6 cavallo del nero · b5 cavallo del bianco · c5 donna del bianco · e5 pedone del nero · a4 torre del bianco · d4 pedone del nero · e4 re del nero · g4 pedone del bianco · h4 pedone del nero · d3 pedone del nero · g3 pedone del bianco · h3 re del bianco · c2 torre del nero · f2 pedone del bianco · d1 alfiere del bianco | b8 donna del nero · g8 alfiere del nero · a7 alfiere del nero · e7 pedone del bianco · g7 torre del nero · e6 cavallo del bianco · h6 cavallo del nero · b5 cavallo del bianco · c5 donna del bianco · e5 pedone del nero · a4 torre del bianco · d4 pedone del nero · e4 re del nero · g4 pedone del bianco · h4 pedone del nero · d3 pedone del nero · g3 pedone del bianco · h3 re del bianco · c2 torre del nero · f2 pedone del bianco · d1 alfiere del bianco | b8 donna del nero · g8 alfiere del nero · a7 alfiere del nero · e7 pedone del bianco · g7 torre del nero · e6 cavallo del bianco · h6 cavallo del nero · b5 cavallo del bianco · c5 donna del bianco · e5 pedone del nero · a4 torre del bianco · d4 pedone del nero · e4 re del nero · g4 pedone del bianco · h4 pedone del nero · d3 pedone del nero · g3 pedone del bianco · h3 re del bianco · c2 torre del nero · f2 pedone del bianco · d1 alfiere del bianco | b8 donna del nero · g8 alfiere del nero · a7 alfiere del nero · e7 pedone del bianco · g7 torre del nero · e6 cavallo del bianco · h6 cavallo del nero · b5 cavallo del bianco · c5 donna del bianco · e5 pedone del nero · a4 torre del bianco · d4 pedone del nero · e4 re del nero · g4 pedone del bianco · h4 pedone del nero · d3 pedone del nero · g3 pedone del bianco · h3 re del bianco · c2 torre del nero · f2 pedone del bianco · d1 alfiere del bianco | 8 |
| 7 | b8 donna del nero · g8 alfiere del nero · a7 alfiere del nero · e7 pedone del bianco · g7 torre del nero · e6 cavallo del bianco · h6 cavallo del nero · b5 cavallo del bianco · c5 donna del bianco · e5 pedone del nero · a4 torre del bianco · d4 pedone del nero · e4 re del nero · g4 pedone del bianco · h4 pedone del nero · d3 pedone del nero · g3 pedone del bianco · h3 re del bianco · c2 torre del nero · f2 pedone del bianco · d1 alfiere del bianco | b8 donna del nero · g8 alfiere del nero · a7 alfiere del nero · e7 pedone del bianco · g7 torre del nero · e6 cavallo del bianco · h6 cavallo del nero · b5 cavallo del bianco · c5 donna del bianco · e5 pedone del nero · a4 torre del bianco · d4 pedone del nero · e4 re del nero · g4 pedone del bianco · h4 pedone del nero · d3 pedone del nero · g3 pedone del bianco · h3 re del bianco · c2 torre del nero · f2 pedone del bianco · d1 alfiere del bianco | b8 donna del nero · g8 alfiere del nero · a7 alfiere del nero · e7 pedone del bianco · g7 torre del nero · e6 cavallo del bianco · h6 cavallo del nero · b5 cavallo del bianco · c5 donna del bianco · e5 pedone del nero · a4 torre del bianco · d4 pedone del nero · e4 re del nero · g4 pedone del bianco · h4 pedone del nero · d3 pedone del nero · g3 pedone del bianco · h3 re del bianco · c2 torre del nero · f2 pedone del bianco · d1 alfiere del bianco | b8 donna del nero · g8 alfiere del nero · a7 alfiere del nero · e7 pedone del bianco · g7 torre del nero · e6 cavallo del bianco · h6 cavallo del nero · b5 cavallo del bianco · c5 donna del bianco · e5 pedone del nero · a4 torre del bianco · d4 pedone del nero · e4 re del nero · g4 pedone del bianco · h4 pedone del nero · d3 pedone del nero · g3 pedone del bianco · h3 re del bianco · c2 torre del nero · f2 pedone del bianco · d1 alfiere del bianco | b8 donna del nero · g8 alfiere del nero · a7 alfiere del nero · e7 pedone del bianco · g7 torre del nero · e6 cavallo del bianco · h6 cavallo del nero · b5 cavallo del bianco · c5 donna del bianco · e5 pedone del nero · a4 torre del bianco · d4 pedone del nero · e4 re del nero · g4 pedone del bianco · h4 pedone del nero · d3 pedone del nero · g3 pedone del bianco · h3 re del bianco · c2 torre del nero · f2 pedone del bianco · d1 alfiere del bianco | b8 donna del nero · g8 alfiere del nero · a7 alfiere del nero · e7 pedone del bianco · g7 torre del nero · e6 cavallo del bianco · h6 cavallo del nero · b5 cavallo del bianco · c5 donna del bianco · e5 pedone del nero · a4 torre del bianco · d4 pedone del nero · e4 re del nero · g4 pedone del bianco · h4 pedone del nero · d3 pedone del nero · g3 pedone del bianco · h3 re del bianco · c2 torre del nero · f2 pedone del bianco · d1 alfiere del bianco | b8 donna del nero · g8 alfiere del nero · a7 alfiere del nero · e7 pedone del bianco · g7 torre del nero · e6 cavallo del bianco · h6 cavallo del nero · b5 cavallo del bianco · c5 donna del bianco · e5 pedone del nero · a4 torre del bianco · d4 pedone del nero · e4 re del nero · g4 pedone del bianco · h4 pedone del nero · d3 pedone del nero · g3 pedone del bianco · h3 re del bianco · c2 torre del nero · f2 pedone del bianco · d1 alfiere del bianco | b8 donna del nero · g8 alfiere del nero · a7 alfiere del nero · e7 pedone del bianco · g7 torre del nero · e6 cavallo del bianco · h6 cavallo del nero · b5 cavallo del bianco · c5 donna del bianco · e5 pedone del nero · a4 torre del bianco · d4 pedone del nero · e4 re del nero · g4 pedone del bianco · h4 pedone del nero · d3 pedone del nero · g3 pedone del bianco · h3 re del bianco · c2 torre del nero · f2 pedone del bianco · d1 alfiere del bianco | 7 |
| 6 | b8 donna del nero · g8 alfiere del nero · a7 alfiere del nero · e7 pedone del bianco · g7 torre del nero · e6 cavallo del bianco · h6 cavallo del nero · b5 cavallo del bianco · c5 donna del bianco · e5 pedone del nero · a4 torre del bianco · d4 pedone del nero · e4 re del nero · g4 pedone del bianco · h4 pedone del nero · d3 pedone del nero · g3 pedone del bianco · h3 re del bianco · c2 torre del nero · f2 pedone del bianco · d1 alfiere del bianco | b8 donna del nero · g8 alfiere del nero · a7 alfiere del nero · e7 pedone del bianco · g7 torre del nero · e6 cavallo del bianco · h6 cavallo del nero · b5 cavallo del bianco · c5 donna del bianco · e5 pedone del nero · a4 torre del bianco · d4 pedone del nero · e4 re del nero · g4 pedone del bianco · h4 pedone del nero · d3 pedone del nero · g3 pedone del bianco · h3 re del bianco · c2 torre del nero · f2 pedone del bianco · d1 alfiere del bianco | b8 donna del nero · g8 alfiere del nero · a7 alfiere del nero · e7 pedone del bianco · g7 torre del nero · e6 cavallo del bianco · h6 cavallo del nero · b5 cavallo del bianco · c5 donna del bianco · e5 pedone del nero · a4 torre del bianco · d4 pedone del nero · e4 re del nero · g4 pedone del bianco · h4 pedone del nero · d3 pedone del nero · g3 pedone del bianco · h3 re del bianco · c2 torre del nero · f2 pedone del bianco · d1 alfiere del bianco | b8 donna del nero · g8 alfiere del nero · a7 alfiere del nero · e7 pedone del bianco · g7 torre del nero · e6 cavallo del bianco · h6 cavallo del nero · b5 cavallo del bianco · c5 donna del bianco · e5 pedone del nero · a4 torre del bianco · d4 pedone del nero · e4 re del nero · g4 pedone del bianco · h4 pedone del nero · d3 pedone del nero · g3 pedone del bianco · h3 re del bianco · c2 torre del nero · f2 pedone del bianco · d1 alfiere del bianco | b8 donna del nero · g8 alfiere del nero · a7 alfiere del nero · e7 pedone del bianco · g7 torre del nero · e6 cavallo del bianco · h6 cavallo del nero · b5 cavallo del bianco · c5 donna del bianco · e5 pedone del nero · a4 torre del bianco · d4 pedone del nero · e4 re del nero · g4 pedone del bianco · h4 pedone del nero · d3 pedone del nero · g3 pedone del bianco · h3 re del bianco · c2 torre del nero · f2 pedone del bianco · d1 alfiere del bianco | b8 donna del nero · g8 alfiere del nero · a7 alfiere del nero · e7 pedone del bianco · g7 torre del nero · e6 cavallo del bianco · h6 cavallo del nero · b5 cavallo del bianco · c5 donna del bianco · e5 pedone del nero · a4 torre del bianco · d4 pedone del nero · e4 re del nero · g4 pedone del bianco · h4 pedone del nero · d3 pedone del nero · g3 pedone del bianco · h3 re del bianco · c2 torre del nero · f2 pedone del bianco · d1 alfiere del bianco | b8 donna del nero · g8 alfiere del nero · a7 alfiere del nero · e7 pedone del bianco · g7 torre del nero · e6 cavallo del bianco · h6 cavallo del nero · b5 cavallo del bianco · c5 donna del bianco · e5 pedone del nero · a4 torre del bianco · d4 pedone del nero · e4 re del nero · g4 pedone del bianco · h4 pedone del nero · d3 pedone del nero · g3 pedone del bianco · h3 re del bianco · c2 torre del nero · f2 pedone del bianco · d1 alfiere del bianco | b8 donna del nero · g8 alfiere del nero · a7 alfiere del nero · e7 pedone del bianco · g7 torre del nero · e6 cavallo del bianco · h6 cavallo del nero · b5 cavallo del bianco · c5 donna del bianco · e5 pedone del nero · a4 torre del bianco · d4 pedone del nero · e4 re del nero · g4 pedone del bianco · h4 pedone del nero · d3 pedone del nero · g3 pedone del bianco · h3 re del bianco · c2 torre del nero · f2 pedone del bianco · d1 alfiere del bianco | 6 |
| 5 | b8 donna del nero · g8 alfiere del nero · a7 alfiere del nero · e7 pedone del bianco · g7 torre del nero · e6 cavallo del bianco · h6 cavallo del nero · b5 cavallo del bianco · c5 donna del bianco · e5 pedone del nero · a4 torre del bianco · d4 pedone del nero · e4 re del nero · g4 pedone del bianco · h4 pedone del nero · d3 pedone del nero · g3 pedone del bianco · h3 re del bianco · c2 torre del nero · f2 pedone del bianco · d1 alfiere del bianco | b8 donna del nero · g8 alfiere del nero · a7 alfiere del nero · e7 pedone del bianco · g7 torre del nero · e6 cavallo del bianco · h6 cavallo del nero · b5 cavallo del bianco · c5 donna del bianco · e5 pedone del nero · a4 torre del bianco · d4 pedone del nero · e4 re del nero · g4 pedone del bianco · h4 pedone del nero · d3 pedone del nero · g3 pedone del bianco · h3 re del bianco · c2 torre del nero · f2 pedone del bianco · d1 alfiere del bianco | b8 donna del nero · g8 alfiere del nero · a7 alfiere del nero · e7 pedone del bianco · g7 torre del nero · e6 cavallo del bianco · h6 cavallo del nero · b5 cavallo del bianco · c5 donna del bianco · e5 pedone del nero · a4 torre del bianco · d4 pedone del nero · e4 re del nero · g4 pedone del bianco · h4 pedone del nero · d3 pedone del nero · g3 pedone del bianco · h3 re del bianco · c2 torre del nero · f2 pedone del bianco · d1 alfiere del bianco | b8 donna del nero · g8 alfiere del nero · a7 alfiere del nero · e7 pedone del bianco · g7 torre del nero · e6 cavallo del bianco · h6 cavallo del nero · b5 cavallo del bianco · c5 donna del bianco · e5 pedone del nero · a4 torre del bianco · d4 pedone del nero · e4 re del nero · g4 pedone del bianco · h4 pedone del nero · d3 pedone del nero · g3 pedone del bianco · h3 re del bianco · c2 torre del nero · f2 pedone del bianco · d1 alfiere del bianco | b8 donna del nero · g8 alfiere del nero · a7 alfiere del nero · e7 pedone del bianco · g7 torre del nero · e6 cavallo del bianco · h6 cavallo del nero · b5 cavallo del bianco · c5 donna del bianco · e5 pedone del nero · a4 torre del bianco · d4 pedone del nero · e4 re del nero · g4 pedone del bianco · h4 pedone del nero · d3 pedone del nero · g3 pedone del bianco · h3 re del bianco · c2 torre del nero · f2 pedone del bianco · d1 alfiere del bianco | b8 donna del nero · g8 alfiere del nero · a7 alfiere del nero · e7 pedone del bianco · g7 torre del nero · e6 cavallo del bianco · h6 cavallo del nero · b5 cavallo del bianco · c5 donna del bianco · e5 pedone del nero · a4 torre del bianco · d4 pedone del nero · e4 re del nero · g4 pedone del bianco · h4 pedone del nero · d3 pedone del nero · g3 pedone del bianco · h3 re del bianco · c2 torre del nero · f2 pedone del bianco · d1 alfiere del bianco | b8 donna del nero · g8 alfiere del nero · a7 alfiere del nero · e7 pedone del bianco · g7 torre del nero · e6 cavallo del bianco · h6 cavallo del nero · b5 cavallo del bianco · c5 donna del bianco · e5 pedone del nero · a4 torre del bianco · d4 pedone del nero · e4 re del nero · g4 pedone del bianco · h4 pedone del nero · d3 pedone del nero · g3 pedone del bianco · h3 re del bianco · c2 torre del nero · f2 pedone del bianco · d1 alfiere del bianco | b8 donna del nero · g8 alfiere del nero · a7 alfiere del nero · e7 pedone del bianco · g7 torre del nero · e6 cavallo del bianco · h6 cavallo del nero · b5 cavallo del bianco · c5 donna del bianco · e5 pedone del nero · a4 torre del bianco · d4 pedone del nero · e4 re del nero · g4 pedone del bianco · h4 pedone del nero · d3 pedone del nero · g3 pedone del bianco · h3 re del bianco · c2 torre del nero · f2 pedone del bianco · d1 alfiere del bianco | 5 |
| 4 | b8 donna del nero · g8 alfiere del nero · a7 alfiere del nero · e7 pedone del bianco · g7 torre del nero · e6 cavallo del bianco · h6 cavallo del nero · b5 cavallo del bianco · c5 donna del bianco · e5 pedone del nero · a4 torre del bianco · d4 pedone del nero · e4 re del nero · g4 pedone del bianco · h4 pedone del nero · d3 pedone del nero · g3 pedone del bianco · h3 re del bianco · c2 torre del nero · f2 pedone del bianco · d1 alfiere del bianco | b8 donna del nero · g8 alfiere del nero · a7 alfiere del nero · e7 pedone del bianco · g7 torre del nero · e6 cavallo del bianco · h6 cavallo del nero · b5 cavallo del bianco · c5 donna del bianco · e5 pedone del nero · a4 torre del bianco · d4 pedone del nero · e4 re del nero · g4 pedone del bianco · h4 pedone del nero · d3 pedone del nero · g3 pedone del bianco · h3 re del bianco · c2 torre del nero · f2 pedone del bianco · d1 alfiere del bianco | b8 donna del nero · g8 alfiere del nero · a7 alfiere del nero · e7 pedone del bianco · g7 torre del nero · e6 cavallo del bianco · h6 cavallo del nero · b5 cavallo del bianco · c5 donna del bianco · e5 pedone del nero · a4 torre del bianco · d4 pedone del nero · e4 re del nero · g4 pedone del bianco · h4 pedone del nero · d3 pedone del nero · g3 pedone del bianco · h3 re del bianco · c2 torre del nero · f2 pedone del bianco · d1 alfiere del bianco | b8 donna del nero · g8 alfiere del nero · a7 alfiere del nero · e7 pedone del bianco · g7 torre del nero · e6 cavallo del bianco · h6 cavallo del nero · b5 cavallo del bianco · c5 donna del bianco · e5 pedone del nero · a4 torre del bianco · d4 pedone del nero · e4 re del nero · g4 pedone del bianco · h4 pedone del nero · d3 pedone del nero · g3 pedone del bianco · h3 re del bianco · c2 torre del nero · f2 pedone del bianco · d1 alfiere del bianco | b8 donna del nero · g8 alfiere del nero · a7 alfiere del nero · e7 pedone del bianco · g7 torre del nero · e6 cavallo del bianco · h6 cavallo del nero · b5 cavallo del bianco · c5 donna del bianco · e5 pedone del nero · a4 torre del bianco · d4 pedone del nero · e4 re del nero · g4 pedone del bianco · h4 pedone del nero · d3 pedone del nero · g3 pedone del bianco · h3 re del bianco · c2 torre del nero · f2 pedone del bianco · d1 alfiere del bianco | b8 donna del nero · g8 alfiere del nero · a7 alfiere del nero · e7 pedone del bianco · g7 torre del nero · e6 cavallo del bianco · h6 cavallo del nero · b5 cavallo del bianco · c5 donna del bianco · e5 pedone del nero · a4 torre del bianco · d4 pedone del nero · e4 re del nero · g4 pedone del bianco · h4 pedone del nero · d3 pedone del nero · g3 pedone del bianco · h3 re del bianco · c2 torre del nero · f2 pedone del bianco · d1 alfiere del bianco | b8 donna del nero · g8 alfiere del nero · a7 alfiere del nero · e7 pedone del bianco · g7 torre del nero · e6 cavallo del bianco · h6 cavallo del nero · b5 cavallo del bianco · c5 donna del bianco · e5 pedone del nero · a4 torre del bianco · d4 pedone del nero · e4 re del nero · g4 pedone del bianco · h4 pedone del nero · d3 pedone del nero · g3 pedone del bianco · h3 re del bianco · c2 torre del nero · f2 pedone del bianco · d1 alfiere del bianco | b8 donna del nero · g8 alfiere del nero · a7 alfiere del nero · e7 pedone del bianco · g7 torre del nero · e6 cavallo del bianco · h6 cavallo del nero · b5 cavallo del bianco · c5 donna del bianco · e5 pedone del nero · a4 torre del bianco · d4 pedone del nero · e4 re del nero · g4 pedone del bianco · h4 pedone del nero · d3 pedone del nero · g3 pedone del bianco · h3 re del bianco · c2 torre del nero · f2 pedone del bianco · d1 alfiere del bianco | 4 |
| 3 | b8 donna del nero · g8 alfiere del nero · a7 alfiere del nero · e7 pedone del bianco · g7 torre del nero · e6 cavallo del bianco · h6 cavallo del nero · b5 cavallo del bianco · c5 donna del bianco · e5 pedone del nero · a4 torre del bianco · d4 pedone del nero · e4 re del nero · g4 pedone del bianco · h4 pedone del nero · d3 pedone del nero · g3 pedone del bianco · h3 re del bianco · c2 torre del nero · f2 pedone del bianco · d1 alfiere del bianco | b8 donna del nero · g8 alfiere del nero · a7 alfiere del nero · e7 pedone del bianco · g7 torre del nero · e6 cavallo del bianco · h6 cavallo del nero · b5 cavallo del bianco · c5 donna del bianco · e5 pedone del nero · a4 torre del bianco · d4 pedone del nero · e4 re del nero · g4 pedone del bianco · h4 pedone del nero · d3 pedone del nero · g3 pedone del bianco · h3 re del bianco · c2 torre del nero · f2 pedone del bianco · d1 alfiere del bianco | b8 donna del nero · g8 alfiere del nero · a7 alfiere del nero · e7 pedone del bianco · g7 torre del nero · e6 cavallo del bianco · h6 cavallo del nero · b5 cavallo del bianco · c5 donna del bianco · e5 pedone del nero · a4 torre del bianco · d4 pedone del nero · e4 re del nero · g4 pedone del bianco · h4 pedone del nero · d3 pedone del nero · g3 pedone del bianco · h3 re del bianco · c2 torre del nero · f2 pedone del bianco · d1 alfiere del bianco | b8 donna del nero · g8 alfiere del nero · a7 alfiere del nero · e7 pedone del bianco · g7 torre del nero · e6 cavallo del bianco · h6 cavallo del nero · b5 cavallo del bianco · c5 donna del bianco · e5 pedone del nero · a4 torre del bianco · d4 pedone del nero · e4 re del nero · g4 pedone del bianco · h4 pedone del nero · d3 pedone del nero · g3 pedone del bianco · h3 re del bianco · c2 torre del nero · f2 pedone del bianco · d1 alfiere del bianco | b8 donna del nero · g8 alfiere del nero · a7 alfiere del nero · e7 pedone del bianco · g7 torre del nero · e6 cavallo del bianco · h6 cavallo del nero · b5 cavallo del bianco · c5 donna del bianco · e5 pedone del nero · a4 torre del bianco · d4 pedone del nero · e4 re del nero · g4 pedone del bianco · h4 pedone del nero · d3 pedone del nero · g3 pedone del bianco · h3 re del bianco · c2 torre del nero · f2 pedone del bianco · d1 alfiere del bianco | b8 donna del nero · g8 alfiere del nero · a7 alfiere del nero · e7 pedone del bianco · g7 torre del nero · e6 cavallo del bianco · h6 cavallo del nero · b5 cavallo del bianco · c5 donna del bianco · e5 pedone del nero · a4 torre del bianco · d4 pedone del nero · e4 re del nero · g4 pedone del bianco · h4 pedone del nero · d3 pedone del nero · g3 pedone del bianco · h3 re del bianco · c2 torre del nero · f2 pedone del bianco · d1 alfiere del bianco | b8 donna del nero · g8 alfiere del nero · a7 alfiere del nero · e7 pedone del bianco · g7 torre del nero · e6 cavallo del bianco · h6 cavallo del nero · b5 cavallo del bianco · c5 donna del bianco · e5 pedone del nero · a4 torre del bianco · d4 pedone del nero · e4 re del nero · g4 pedone del bianco · h4 pedone del nero · d3 pedone del nero · g3 pedone del bianco · h3 re del bianco · c2 torre del nero · f2 pedone del bianco · d1 alfiere del bianco | b8 donna del nero · g8 alfiere del nero · a7 alfiere del nero · e7 pedone del bianco · g7 torre del nero · e6 cavallo del bianco · h6 cavallo del nero · b5 cavallo del bianco · c5 donna del bianco · e5 pedone del nero · a4 torre del bianco · d4 pedone del nero · e4 re del nero · g4 pedone del bianco · h4 pedone del nero · d3 pedone del nero · g3 pedone del bianco · h3 re del bianco · c2 torre del nero · f2 pedone del bianco · d1 alfiere del bianco | 3 |
| 2 | b8 donna del nero · g8 alfiere del nero · a7 alfiere del nero · e7 pedone del bianco · g7 torre del nero · e6 cavallo del bianco · h6 cavallo del nero · b5 cavallo del bianco · c5 donna del bianco · e5 pedone del nero · a4 torre del bianco · d4 pedone del nero · e4 re del nero · g4 pedone del bianco · h4 pedone del nero · d3 pedone del nero · g3 pedone del bianco · h3 re del bianco · c2 torre del nero · f2 pedone del bianco · d1 alfiere del bianco | b8 donna del nero · g8 alfiere del nero · a7 alfiere del nero · e7 pedone del bianco · g7 torre del nero · e6 cavallo del bianco · h6 cavallo del nero · b5 cavallo del bianco · c5 donna del bianco · e5 pedone del nero · a4 torre del bianco · d4 pedone del nero · e4 re del nero · g4 pedone del bianco · h4 pedone del nero · d3 pedone del nero · g3 pedone del bianco · h3 re del bianco · c2 torre del nero · f2 pedone del bianco · d1 alfiere del bianco | b8 donna del nero · g8 alfiere del nero · a7 alfiere del nero · e7 pedone del bianco · g7 torre del nero · e6 cavallo del bianco · h6 cavallo del nero · b5 cavallo del bianco · c5 donna del bianco · e5 pedone del nero · a4 torre del bianco · d4 pedone del nero · e4 re del nero · g4 pedone del bianco · h4 pedone del nero · d3 pedone del nero · g3 pedone del bianco · h3 re del bianco · c2 torre del nero · f2 pedone del bianco · d1 alfiere del bianco | b8 donna del nero · g8 alfiere del nero · a7 alfiere del nero · e7 pedone del bianco · g7 torre del nero · e6 cavallo del bianco · h6 cavallo del nero · b5 cavallo del bianco · c5 donna del bianco · e5 pedone del nero · a4 torre del bianco · d4 pedone del nero · e4 re del nero · g4 pedone del bianco · h4 pedone del nero · d3 pedone del nero · g3 pedone del bianco · h3 re del bianco · c2 torre del nero · f2 pedone del bianco · d1 alfiere del bianco | b8 donna del nero · g8 alfiere del nero · a7 alfiere del nero · e7 pedone del bianco · g7 torre del nero · e6 cavallo del bianco · h6 cavallo del nero · b5 cavallo del bianco · c5 donna del bianco · e5 pedone del nero · a4 torre del bianco · d4 pedone del nero · e4 re del nero · g4 pedone del bianco · h4 pedone del nero · d3 pedone del nero · g3 pedone del bianco · h3 re del bianco · c2 torre del nero · f2 pedone del bianco · d1 alfiere del bianco | b8 donna del nero · g8 alfiere del nero · a7 alfiere del nero · e7 pedone del bianco · g7 torre del nero · e6 cavallo del bianco · h6 cavallo del nero · b5 cavallo del bianco · c5 donna del bianco · e5 pedone del nero · a4 torre del bianco · d4 pedone del nero · e4 re del nero · g4 pedone del bianco · h4 pedone del nero · d3 pedone del nero · g3 pedone del bianco · h3 re del bianco · c2 torre del nero · f2 pedone del bianco · d1 alfiere del bianco | b8 donna del nero · g8 alfiere del nero · a7 alfiere del nero · e7 pedone del bianco · g7 torre del nero · e6 cavallo del bianco · h6 cavallo del nero · b5 cavallo del bianco · c5 donna del bianco · e5 pedone del nero · a4 torre del bianco · d4 pedone del nero · e4 re del nero · g4 pedone del bianco · h4 pedone del nero · d3 pedone del nero · g3 pedone del bianco · h3 re del bianco · c2 torre del nero · f2 pedone del bianco · d1 alfiere del bianco | b8 donna del nero · g8 alfiere del nero · a7 alfiere del nero · e7 pedone del bianco · g7 torre del nero · e6 cavallo del bianco · h6 cavallo del nero · b5 cavallo del bianco · c5 donna del bianco · e5 pedone del nero · a4 torre del bianco · d4 pedone del nero · e4 re del nero · g4 pedone del bianco · h4 pedone del nero · d3 pedone del nero · g3 pedone del bianco · h3 re del bianco · c2 torre del nero · f2 pedone del bianco · d1 alfiere del bianco | 2 |
| 1 | b8 donna del nero · g8 alfiere del nero · a7 alfiere del nero · e7 pedone del bianco · g7 torre del nero · e6 cavallo del bianco · h6 cavallo del nero · b5 cavallo del bianco · c5 donna del bianco · e5 pedone del nero · a4 torre del bianco · d4 pedone del nero · e4 re del nero · g4 pedone del bianco · h4 pedone del nero · d3 pedone del nero · g3 pedone del bianco · h3 re del bianco · c2 torre del nero · f2 pedone del bianco · d1 alfiere del bianco | b8 donna del nero · g8 alfiere del nero · a7 alfiere del nero · e7 pedone del bianco · g7 torre del nero · e6 cavallo del bianco · h6 cavallo del nero · b5 cavallo del bianco · c5 donna del bianco · e5 pedone del nero · a4 torre del bianco · d4 pedone del nero · e4 re del nero · g4 pedone del bianco · h4 pedone del nero · d3 pedone del nero · g3 pedone del bianco · h3 re del bianco · c2 torre del nero · f2 pedone del bianco · d1 alfiere del bianco | b8 donna del nero · g8 alfiere del nero · a7 alfiere del nero · e7 pedone del bianco · g7 torre del nero · e6 cavallo del bianco · h6 cavallo del nero · b5 cavallo del bianco · c5 donna del bianco · e5 pedone del nero · a4 torre del bianco · d4 pedone del nero · e4 re del nero · g4 pedone del bianco · h4 pedone del nero · d3 pedone del nero · g3 pedone del bianco · h3 re del bianco · c2 torre del nero · f2 pedone del bianco · d1 alfiere del bianco | b8 donna del nero · g8 alfiere del nero · a7 alfiere del nero · e7 pedone del bianco · g7 torre del nero · e6 cavallo del bianco · h6 cavallo del nero · b5 cavallo del bianco · c5 donna del bianco · e5 pedone del nero · a4 torre del bianco · d4 pedone del nero · e4 re del nero · g4 pedone del bianco · h4 pedone del nero · d3 pedone del nero · g3 pedone del bianco · h3 re del bianco · c2 torre del nero · f2 pedone del bianco · d1 alfiere del bianco | b8 donna del nero · g8 alfiere del nero · a7 alfiere del nero · e7 pedone del bianco · g7 torre del nero · e6 cavallo del bianco · h6 cavallo del nero · b5 cavallo del bianco · c5 donna del bianco · e5 pedone del nero · a4 torre del bianco · d4 pedone del nero · e4 re del nero · g4 pedone del bianco · h4 pedone del nero · d3 pedone del nero · g3 pedone del bianco · h3 re del bianco · c2 torre del nero · f2 pedone del bianco · d1 alfiere del bianco | b8 donna del nero · g8 alfiere del nero · a7 alfiere del nero · e7 pedone del bianco · g7 torre del nero · e6 cavallo del bianco · h6 cavallo del nero · b5 cavallo del bianco · c5 donna del bianco · e5 pedone del nero · a4 torre del bianco · d4 pedone del nero · e4 re del nero · g4 pedone del bianco · h4 pedone del nero · d3 pedone del nero · g3 pedone del bianco · h3 re del bianco · c2 torre del nero · f2 pedone del bianco · d1 alfiere del bianco | b8 donna del nero · g8 alfiere del nero · a7 alfiere del nero · e7 pedone del bianco · g7 torre del nero · e6 cavallo del bianco · h6 cavallo del nero · b5 cavallo del bianco · c5 donna del bianco · e5 pedone del nero · a4 torre del bianco · d4 pedone del nero · e4 re del nero · g4 pedone del bianco · h4 pedone del nero · d3 pedone del nero · g3 pedone del bianco · h3 re del bianco · c2 torre del nero · f2 pedone del bianco · d1 alfiere del bianco | b8 donna del nero · g8 alfiere del nero · a7 alfiere del nero · e7 pedone del bianco · g7 torre del nero · e6 cavallo del bianco · h6 cavallo del nero · b5 cavallo del bianco · c5 donna del bianco · e5 pedone del nero · a4 torre del bianco · d4 pedone del nero · e4 re del nero · g4 pedone del bianco · h4 pedone del nero · d3 pedone del nero · g3 pedone del bianco · h3 re del bianco · c2 torre del nero · f2 pedone del bianco · d1 alfiere del bianco | 1 |
|   | a | b | c | d | e | f | g | h |   |

Soluzione:
Tentativo: 1. Cexd4? ...hxg3!
1. Cbxd4!  (min. 2. Af3#)

1. ... Te2  2. Dc6#

1. ... Txf2  2. Cb5#

1. ... Tf7  2. Cg5#

1. ... Df8  2. Cxc2#

1. ... d2  2. Axc2#

|   | a | b | c | d | e | f | g | h |   |
| 8 | b8 alfiere del nero · d8 torre del bianco · c7 pedone del nero · e7 pedone del nero · g6 torre del bianco · h6 re del bianco · a5 cavallo del bianco · e5 pedone del nero · f5 pedone del nero · d4 pedone del bianco · a3 donna del nero · c3 pedone del nero · d3 re del nero · f3 pedone del bianco · e2 cavallo del bianco · f2 pedone del bianco · d1 alfiere del bianco · e1 alfiere del bianco | b8 alfiere del nero · d8 torre del bianco · c7 pedone del nero · e7 pedone del nero · g6 torre del bianco · h6 re del bianco · a5 cavallo del bianco · e5 pedone del nero · f5 pedone del nero · d4 pedone del bianco · a3 donna del nero · c3 pedone del nero · d3 re del nero · f3 pedone del bianco · e2 cavallo del bianco · f2 pedone del bianco · d1 alfiere del bianco · e1 alfiere del bianco | b8 alfiere del nero · d8 torre del bianco · c7 pedone del nero · e7 pedone del nero · g6 torre del bianco · h6 re del bianco · a5 cavallo del bianco · e5 pedone del nero · f5 pedone del nero · d4 pedone del bianco · a3 donna del nero · c3 pedone del nero · d3 re del nero · f3 pedone del bianco · e2 cavallo del bianco · f2 pedone del bianco · d1 alfiere del bianco · e1 alfiere del bianco | b8 alfiere del nero · d8 torre del bianco · c7 pedone del nero · e7 pedone del nero · g6 torre del bianco · h6 re del bianco · a5 cavallo del bianco · e5 pedone del nero · f5 pedone del nero · d4 pedone del bianco · a3 donna del nero · c3 pedone del nero · d3 re del nero · f3 pedone del bianco · e2 cavallo del bianco · f2 pedone del bianco · d1 alfiere del bianco · e1 alfiere del bianco | b8 alfiere del nero · d8 torre del bianco · c7 pedone del nero · e7 pedone del nero · g6 torre del bianco · h6 re del bianco · a5 cavallo del bianco · e5 pedone del nero · f5 pedone del nero · d4 pedone del bianco · a3 donna del nero · c3 pedone del nero · d3 re del nero · f3 pedone del bianco · e2 cavallo del bianco · f2 pedone del bianco · d1 alfiere del bianco · e1 alfiere del bianco | b8 alfiere del nero · d8 torre del bianco · c7 pedone del nero · e7 pedone del nero · g6 torre del bianco · h6 re del bianco · a5 cavallo del bianco · e5 pedone del nero · f5 pedone del nero · d4 pedone del bianco · a3 donna del nero · c3 pedone del nero · d3 re del nero · f3 pedone del bianco · e2 cavallo del bianco · f2 pedone del bianco · d1 alfiere del bianco · e1 alfiere del bianco | b8 alfiere del nero · d8 torre del bianco · c7 pedone del nero · e7 pedone del nero · g6 torre del bianco · h6 re del bianco · a5 cavallo del bianco · e5 pedone del nero · f5 pedone del nero · d4 pedone del bianco · a3 donna del nero · c3 pedone del nero · d3 re del nero · f3 pedone del bianco · e2 cavallo del bianco · f2 pedone del bianco · d1 alfiere del bianco · e1 alfiere del bianco | b8 alfiere del nero · d8 torre del bianco · c7 pedone del nero · e7 pedone del nero · g6 torre del bianco · h6 re del bianco · a5 cavallo del bianco · e5 pedone del nero · f5 pedone del nero · d4 pedone del bianco · a3 donna del nero · c3 pedone del nero · d3 re del nero · f3 pedone del bianco · e2 cavallo del bianco · f2 pedone del bianco · d1 alfiere del bianco · e1 alfiere del bianco | 8 |
| 7 | b8 alfiere del nero · d8 torre del bianco · c7 pedone del nero · e7 pedone del nero · g6 torre del bianco · h6 re del bianco · a5 cavallo del bianco · e5 pedone del nero · f5 pedone del nero · d4 pedone del bianco · a3 donna del nero · c3 pedone del nero · d3 re del nero · f3 pedone del bianco · e2 cavallo del bianco · f2 pedone del bianco · d1 alfiere del bianco · e1 alfiere del bianco | b8 alfiere del nero · d8 torre del bianco · c7 pedone del nero · e7 pedone del nero · g6 torre del bianco · h6 re del bianco · a5 cavallo del bianco · e5 pedone del nero · f5 pedone del nero · d4 pedone del bianco · a3 donna del nero · c3 pedone del nero · d3 re del nero · f3 pedone del bianco · e2 cavallo del bianco · f2 pedone del bianco · d1 alfiere del bianco · e1 alfiere del bianco | b8 alfiere del nero · d8 torre del bianco · c7 pedone del nero · e7 pedone del nero · g6 torre del bianco · h6 re del bianco · a5 cavallo del bianco · e5 pedone del nero · f5 pedone del nero · d4 pedone del bianco · a3 donna del nero · c3 pedone del nero · d3 re del nero · f3 pedone del bianco · e2 cavallo del bianco · f2 pedone del bianco · d1 alfiere del bianco · e1 alfiere del bianco | b8 alfiere del nero · d8 torre del bianco · c7 pedone del nero · e7 pedone del nero · g6 torre del bianco · h6 re del bianco · a5 cavallo del bianco · e5 pedone del nero · f5 pedone del nero · d4 pedone del bianco · a3 donna del nero · c3 pedone del nero · d3 re del nero · f3 pedone del bianco · e2 cavallo del bianco · f2 pedone del bianco · d1 alfiere del bianco · e1 alfiere del bianco | b8 alfiere del nero · d8 torre del bianco · c7 pedone del nero · e7 pedone del nero · g6 torre del bianco · h6 re del bianco · a5 cavallo del bianco · e5 pedone del nero · f5 pedone del nero · d4 pedone del bianco · a3 donna del nero · c3 pedone del nero · d3 re del nero · f3 pedone del bianco · e2 cavallo del bianco · f2 pedone del bianco · d1 alfiere del bianco · e1 alfiere del bianco | b8 alfiere del nero · d8 torre del bianco · c7 pedone del nero · e7 pedone del nero · g6 torre del bianco · h6 re del bianco · a5 cavallo del bianco · e5 pedone del nero · f5 pedone del nero · d4 pedone del bianco · a3 donna del nero · c3 pedone del nero · d3 re del nero · f3 pedone del bianco · e2 cavallo del bianco · f2 pedone del bianco · d1 alfiere del bianco · e1 alfiere del bianco | b8 alfiere del nero · d8 torre del bianco · c7 pedone del nero · e7 pedone del nero · g6 torre del bianco · h6 re del bianco · a5 cavallo del bianco · e5 pedone del nero · f5 pedone del nero · d4 pedone del bianco · a3 donna del nero · c3 pedone del nero · d3 re del nero · f3 pedone del bianco · e2 cavallo del bianco · f2 pedone del bianco · d1 alfiere del bianco · e1 alfiere del bianco | b8 alfiere del nero · d8 torre del bianco · c7 pedone del nero · e7 pedone del nero · g6 torre del bianco · h6 re del bianco · a5 cavallo del bianco · e5 pedone del nero · f5 pedone del nero · d4 pedone del bianco · a3 donna del nero · c3 pedone del nero · d3 re del nero · f3 pedone del bianco · e2 cavallo del bianco · f2 pedone del bianco · d1 alfiere del bianco · e1 alfiere del bianco | 7 |
| 6 | b8 alfiere del nero · d8 torre del bianco · c7 pedone del nero · e7 pedone del nero · g6 torre del bianco · h6 re del bianco · a5 cavallo del bianco · e5 pedone del nero · f5 pedone del nero · d4 pedone del bianco · a3 donna del nero · c3 pedone del nero · d3 re del nero · f3 pedone del bianco · e2 cavallo del bianco · f2 pedone del bianco · d1 alfiere del bianco · e1 alfiere del bianco | b8 alfiere del nero · d8 torre del bianco · c7 pedone del nero · e7 pedone del nero · g6 torre del bianco · h6 re del bianco · a5 cavallo del bianco · e5 pedone del nero · f5 pedone del nero · d4 pedone del bianco · a3 donna del nero · c3 pedone del nero · d3 re del nero · f3 pedone del bianco · e2 cavallo del bianco · f2 pedone del bianco · d1 alfiere del bianco · e1 alfiere del bianco | b8 alfiere del nero · d8 torre del bianco · c7 pedone del nero · e7 pedone del nero · g6 torre del bianco · h6 re del bianco · a5 cavallo del bianco · e5 pedone del nero · f5 pedone del nero · d4 pedone del bianco · a3 donna del nero · c3 pedone del nero · d3 re del nero · f3 pedone del bianco · e2 cavallo del bianco · f2 pedone del bianco · d1 alfiere del bianco · e1 alfiere del bianco | b8 alfiere del nero · d8 torre del bianco · c7 pedone del nero · e7 pedone del nero · g6 torre del bianco · h6 re del bianco · a5 cavallo del bianco · e5 pedone del nero · f5 pedone del nero · d4 pedone del bianco · a3 donna del nero · c3 pedone del nero · d3 re del nero · f3 pedone del bianco · e2 cavallo del bianco · f2 pedone del bianco · d1 alfiere del bianco · e1 alfiere del bianco | b8 alfiere del nero · d8 torre del bianco · c7 pedone del nero · e7 pedone del nero · g6 torre del bianco · h6 re del bianco · a5 cavallo del bianco · e5 pedone del nero · f5 pedone del nero · d4 pedone del bianco · a3 donna del nero · c3 pedone del nero · d3 re del nero · f3 pedone del bianco · e2 cavallo del bianco · f2 pedone del bianco · d1 alfiere del bianco · e1 alfiere del bianco | b8 alfiere del nero · d8 torre del bianco · c7 pedone del nero · e7 pedone del nero · g6 torre del bianco · h6 re del bianco · a5 cavallo del bianco · e5 pedone del nero · f5 pedone del nero · d4 pedone del bianco · a3 donna del nero · c3 pedone del nero · d3 re del nero · f3 pedone del bianco · e2 cavallo del bianco · f2 pedone del bianco · d1 alfiere del bianco · e1 alfiere del bianco | b8 alfiere del nero · d8 torre del bianco · c7 pedone del nero · e7 pedone del nero · g6 torre del bianco · h6 re del bianco · a5 cavallo del bianco · e5 pedone del nero · f5 pedone del nero · d4 pedone del bianco · a3 donna del nero · c3 pedone del nero · d3 re del nero · f3 pedone del bianco · e2 cavallo del bianco · f2 pedone del bianco · d1 alfiere del bianco · e1 alfiere del bianco | b8 alfiere del nero · d8 torre del bianco · c7 pedone del nero · e7 pedone del nero · g6 torre del bianco · h6 re del bianco · a5 cavallo del bianco · e5 pedone del nero · f5 pedone del nero · d4 pedone del bianco · a3 donna del nero · c3 pedone del nero · d3 re del nero · f3 pedone del bianco · e2 cavallo del bianco · f2 pedone del bianco · d1 alfiere del bianco · e1 alfiere del bianco | 6 |
| 5 | b8 alfiere del nero · d8 torre del bianco · c7 pedone del nero · e7 pedone del nero · g6 torre del bianco · h6 re del bianco · a5 cavallo del bianco · e5 pedone del nero · f5 pedone del nero · d4 pedone del bianco · a3 donna del nero · c3 pedone del nero · d3 re del nero · f3 pedone del bianco · e2 cavallo del bianco · f2 pedone del bianco · d1 alfiere del bianco · e1 alfiere del bianco | b8 alfiere del nero · d8 torre del bianco · c7 pedone del nero · e7 pedone del nero · g6 torre del bianco · h6 re del bianco · a5 cavallo del bianco · e5 pedone del nero · f5 pedone del nero · d4 pedone del bianco · a3 donna del nero · c3 pedone del nero · d3 re del nero · f3 pedone del bianco · e2 cavallo del bianco · f2 pedone del bianco · d1 alfiere del bianco · e1 alfiere del bianco | b8 alfiere del nero · d8 torre del bianco · c7 pedone del nero · e7 pedone del nero · g6 torre del bianco · h6 re del bianco · a5 cavallo del bianco · e5 pedone del nero · f5 pedone del nero · d4 pedone del bianco · a3 donna del nero · c3 pedone del nero · d3 re del nero · f3 pedone del bianco · e2 cavallo del bianco · f2 pedone del bianco · d1 alfiere del bianco · e1 alfiere del bianco | b8 alfiere del nero · d8 torre del bianco · c7 pedone del nero · e7 pedone del nero · g6 torre del bianco · h6 re del bianco · a5 cavallo del bianco · e5 pedone del nero · f5 pedone del nero · d4 pedone del bianco · a3 donna del nero · c3 pedone del nero · d3 re del nero · f3 pedone del bianco · e2 cavallo del bianco · f2 pedone del bianco · d1 alfiere del bianco · e1 alfiere del bianco | b8 alfiere del nero · d8 torre del bianco · c7 pedone del nero · e7 pedone del nero · g6 torre del bianco · h6 re del bianco · a5 cavallo del bianco · e5 pedone del nero · f5 pedone del nero · d4 pedone del bianco · a3 donna del nero · c3 pedone del nero · d3 re del nero · f3 pedone del bianco · e2 cavallo del bianco · f2 pedone del bianco · d1 alfiere del bianco · e1 alfiere del bianco | b8 alfiere del nero · d8 torre del bianco · c7 pedone del nero · e7 pedone del nero · g6 torre del bianco · h6 re del bianco · a5 cavallo del bianco · e5 pedone del nero · f5 pedone del nero · d4 pedone del bianco · a3 donna del nero · c3 pedone del nero · d3 re del nero · f3 pedone del bianco · e2 cavallo del bianco · f2 pedone del bianco · d1 alfiere del bianco · e1 alfiere del bianco | b8 alfiere del nero · d8 torre del bianco · c7 pedone del nero · e7 pedone del nero · g6 torre del bianco · h6 re del bianco · a5 cavallo del bianco · e5 pedone del nero · f5 pedone del nero · d4 pedone del bianco · a3 donna del nero · c3 pedone del nero · d3 re del nero · f3 pedone del bianco · e2 cavallo del bianco · f2 pedone del bianco · d1 alfiere del bianco · e1 alfiere del bianco | b8 alfiere del nero · d8 torre del bianco · c7 pedone del nero · e7 pedone del nero · g6 torre del bianco · h6 re del bianco · a5 cavallo del bianco · e5 pedone del nero · f5 pedone del nero · d4 pedone del bianco · a3 donna del nero · c3 pedone del nero · d3 re del nero · f3 pedone del bianco · e2 cavallo del bianco · f2 pedone del bianco · d1 alfiere del bianco · e1 alfiere del bianco | 5 |
| 4 | b8 alfiere del nero · d8 torre del bianco · c7 pedone del nero · e7 pedone del nero · g6 torre del bianco · h6 re del bianco · a5 cavallo del bianco · e5 pedone del nero · f5 pedone del nero · d4 pedone del bianco · a3 donna del nero · c3 pedone del nero · d3 re del nero · f3 pedone del bianco · e2 cavallo del bianco · f2 pedone del bianco · d1 alfiere del bianco · e1 alfiere del bianco | b8 alfiere del nero · d8 torre del bianco · c7 pedone del nero · e7 pedone del nero · g6 torre del bianco · h6 re del bianco · a5 cavallo del bianco · e5 pedone del nero · f5 pedone del nero · d4 pedone del bianco · a3 donna del nero · c3 pedone del nero · d3 re del nero · f3 pedone del bianco · e2 cavallo del bianco · f2 pedone del bianco · d1 alfiere del bianco · e1 alfiere del bianco | b8 alfiere del nero · d8 torre del bianco · c7 pedone del nero · e7 pedone del nero · g6 torre del bianco · h6 re del bianco · a5 cavallo del bianco · e5 pedone del nero · f5 pedone del nero · d4 pedone del bianco · a3 donna del nero · c3 pedone del nero · d3 re del nero · f3 pedone del bianco · e2 cavallo del bianco · f2 pedone del bianco · d1 alfiere del bianco · e1 alfiere del bianco | b8 alfiere del nero · d8 torre del bianco · c7 pedone del nero · e7 pedone del nero · g6 torre del bianco · h6 re del bianco · a5 cavallo del bianco · e5 pedone del nero · f5 pedone del nero · d4 pedone del bianco · a3 donna del nero · c3 pedone del nero · d3 re del nero · f3 pedone del bianco · e2 cavallo del bianco · f2 pedone del bianco · d1 alfiere del bianco · e1 alfiere del bianco | b8 alfiere del nero · d8 torre del bianco · c7 pedone del nero · e7 pedone del nero · g6 torre del bianco · h6 re del bianco · a5 cavallo del bianco · e5 pedone del nero · f5 pedone del nero · d4 pedone del bianco · a3 donna del nero · c3 pedone del nero · d3 re del nero · f3 pedone del bianco · e2 cavallo del bianco · f2 pedone del bianco · d1 alfiere del bianco · e1 alfiere del bianco | b8 alfiere del nero · d8 torre del bianco · c7 pedone del nero · e7 pedone del nero · g6 torre del bianco · h6 re del bianco · a5 cavallo del bianco · e5 pedone del nero · f5 pedone del nero · d4 pedone del bianco · a3 donna del nero · c3 pedone del nero · d3 re del nero · f3 pedone del bianco · e2 cavallo del bianco · f2 pedone del bianco · d1 alfiere del bianco · e1 alfiere del bianco | b8 alfiere del nero · d8 torre del bianco · c7 pedone del nero · e7 pedone del nero · g6 torre del bianco · h6 re del bianco · a5 cavallo del bianco · e5 pedone del nero · f5 pedone del nero · d4 pedone del bianco · a3 donna del nero · c3 pedone del nero · d3 re del nero · f3 pedone del bianco · e2 cavallo del bianco · f2 pedone del bianco · d1 alfiere del bianco · e1 alfiere del bianco | b8 alfiere del nero · d8 torre del bianco · c7 pedone del nero · e7 pedone del nero · g6 torre del bianco · h6 re del bianco · a5 cavallo del bianco · e5 pedone del nero · f5 pedone del nero · d4 pedone del bianco · a3 donna del nero · c3 pedone del nero · d3 re del nero · f3 pedone del bianco · e2 cavallo del bianco · f2 pedone del bianco · d1 alfiere del bianco · e1 alfiere del bianco | 4 |
| 3 | b8 alfiere del nero · d8 torre del bianco · c7 pedone del nero · e7 pedone del nero · g6 torre del bianco · h6 re del bianco · a5 cavallo del bianco · e5 pedone del nero · f5 pedone del nero · d4 pedone del bianco · a3 donna del nero · c3 pedone del nero · d3 re del nero · f3 pedone del bianco · e2 cavallo del bianco · f2 pedone del bianco · d1 alfiere del bianco · e1 alfiere del bianco | b8 alfiere del nero · d8 torre del bianco · c7 pedone del nero · e7 pedone del nero · g6 torre del bianco · h6 re del bianco · a5 cavallo del bianco · e5 pedone del nero · f5 pedone del nero · d4 pedone del bianco · a3 donna del nero · c3 pedone del nero · d3 re del nero · f3 pedone del bianco · e2 cavallo del bianco · f2 pedone del bianco · d1 alfiere del bianco · e1 alfiere del bianco | b8 alfiere del nero · d8 torre del bianco · c7 pedone del nero · e7 pedone del nero · g6 torre del bianco · h6 re del bianco · a5 cavallo del bianco · e5 pedone del nero · f5 pedone del nero · d4 pedone del bianco · a3 donna del nero · c3 pedone del nero · d3 re del nero · f3 pedone del bianco · e2 cavallo del bianco · f2 pedone del bianco · d1 alfiere del bianco · e1 alfiere del bianco | b8 alfiere del nero · d8 torre del bianco · c7 pedone del nero · e7 pedone del nero · g6 torre del bianco · h6 re del bianco · a5 cavallo del bianco · e5 pedone del nero · f5 pedone del nero · d4 pedone del bianco · a3 donna del nero · c3 pedone del nero · d3 re del nero · f3 pedone del bianco · e2 cavallo del bianco · f2 pedone del bianco · d1 alfiere del bianco · e1 alfiere del bianco | b8 alfiere del nero · d8 torre del bianco · c7 pedone del nero · e7 pedone del nero · g6 torre del bianco · h6 re del bianco · a5 cavallo del bianco · e5 pedone del nero · f5 pedone del nero · d4 pedone del bianco · a3 donna del nero · c3 pedone del nero · d3 re del nero · f3 pedone del bianco · e2 cavallo del bianco · f2 pedone del bianco · d1 alfiere del bianco · e1 alfiere del bianco | b8 alfiere del nero · d8 torre del bianco · c7 pedone del nero · e7 pedone del nero · g6 torre del bianco · h6 re del bianco · a5 cavallo del bianco · e5 pedone del nero · f5 pedone del nero · d4 pedone del bianco · a3 donna del nero · c3 pedone del nero · d3 re del nero · f3 pedone del bianco · e2 cavallo del bianco · f2 pedone del bianco · d1 alfiere del bianco · e1 alfiere del bianco | b8 alfiere del nero · d8 torre del bianco · c7 pedone del nero · e7 pedone del nero · g6 torre del bianco · h6 re del bianco · a5 cavallo del bianco · e5 pedone del nero · f5 pedone del nero · d4 pedone del bianco · a3 donna del nero · c3 pedone del nero · d3 re del nero · f3 pedone del bianco · e2 cavallo del bianco · f2 pedone del bianco · d1 alfiere del bianco · e1 alfiere del bianco | b8 alfiere del nero · d8 torre del bianco · c7 pedone del nero · e7 pedone del nero · g6 torre del bianco · h6 re del bianco · a5 cavallo del bianco · e5 pedone del nero · f5 pedone del nero · d4 pedone del bianco · a3 donna del nero · c3 pedone del nero · d3 re del nero · f3 pedone del bianco · e2 cavallo del bianco · f2 pedone del bianco · d1 alfiere del bianco · e1 alfiere del bianco | 3 |
| 2 | b8 alfiere del nero · d8 torre del bianco · c7 pedone del nero · e7 pedone del nero · g6 torre del bianco · h6 re del bianco · a5 cavallo del bianco · e5 pedone del nero · f5 pedone del nero · d4 pedone del bianco · a3 donna del nero · c3 pedone del nero · d3 re del nero · f3 pedone del bianco · e2 cavallo del bianco · f2 pedone del bianco · d1 alfiere del bianco · e1 alfiere del bianco | b8 alfiere del nero · d8 torre del bianco · c7 pedone del nero · e7 pedone del nero · g6 torre del bianco · h6 re del bianco · a5 cavallo del bianco · e5 pedone del nero · f5 pedone del nero · d4 pedone del bianco · a3 donna del nero · c3 pedone del nero · d3 re del nero · f3 pedone del bianco · e2 cavallo del bianco · f2 pedone del bianco · d1 alfiere del bianco · e1 alfiere del bianco | b8 alfiere del nero · d8 torre del bianco · c7 pedone del nero · e7 pedone del nero · g6 torre del bianco · h6 re del bianco · a5 cavallo del bianco · e5 pedone del nero · f5 pedone del nero · d4 pedone del bianco · a3 donna del nero · c3 pedone del nero · d3 re del nero · f3 pedone del bianco · e2 cavallo del bianco · f2 pedone del bianco · d1 alfiere del bianco · e1 alfiere del bianco | b8 alfiere del nero · d8 torre del bianco · c7 pedone del nero · e7 pedone del nero · g6 torre del bianco · h6 re del bianco · a5 cavallo del bianco · e5 pedone del nero · f5 pedone del nero · d4 pedone del bianco · a3 donna del nero · c3 pedone del nero · d3 re del nero · f3 pedone del bianco · e2 cavallo del bianco · f2 pedone del bianco · d1 alfiere del bianco · e1 alfiere del bianco | b8 alfiere del nero · d8 torre del bianco · c7 pedone del nero · e7 pedone del nero · g6 torre del bianco · h6 re del bianco · a5 cavallo del bianco · e5 pedone del nero · f5 pedone del nero · d4 pedone del bianco · a3 donna del nero · c3 pedone del nero · d3 re del nero · f3 pedone del bianco · e2 cavallo del bianco · f2 pedone del bianco · d1 alfiere del bianco · e1 alfiere del bianco | b8 alfiere del nero · d8 torre del bianco · c7 pedone del nero · e7 pedone del nero · g6 torre del bianco · h6 re del bianco · a5 cavallo del bianco · e5 pedone del nero · f5 pedone del nero · d4 pedone del bianco · a3 donna del nero · c3 pedone del nero · d3 re del nero · f3 pedone del bianco · e2 cavallo del bianco · f2 pedone del bianco · d1 alfiere del bianco · e1 alfiere del bianco | b8 alfiere del nero · d8 torre del bianco · c7 pedone del nero · e7 pedone del nero · g6 torre del bianco · h6 re del bianco · a5 cavallo del bianco · e5 pedone del nero · f5 pedone del nero · d4 pedone del bianco · a3 donna del nero · c3 pedone del nero · d3 re del nero · f3 pedone del bianco · e2 cavallo del bianco · f2 pedone del bianco · d1 alfiere del bianco · e1 alfiere del bianco | b8 alfiere del nero · d8 torre del bianco · c7 pedone del nero · e7 pedone del nero · g6 torre del bianco · h6 re del bianco · a5 cavallo del bianco · e5 pedone del nero · f5 pedone del nero · d4 pedone del bianco · a3 donna del nero · c3 pedone del nero · d3 re del nero · f3 pedone del bianco · e2 cavallo del bianco · f2 pedone del bianco · d1 alfiere del bianco · e1 alfiere del bianco | 2 |
| 1 | b8 alfiere del nero · d8 torre del bianco · c7 pedone del nero · e7 pedone del nero · g6 torre del bianco · h6 re del bianco · a5 cavallo del bianco · e5 pedone del nero · f5 pedone del nero · d4 pedone del bianco · a3 donna del nero · c3 pedone del nero · d3 re del nero · f3 pedone del bianco · e2 cavallo del bianco · f2 pedone del bianco · d1 alfiere del bianco · e1 alfiere del bianco | b8 alfiere del nero · d8 torre del bianco · c7 pedone del nero · e7 pedone del nero · g6 torre del bianco · h6 re del bianco · a5 cavallo del bianco · e5 pedone del nero · f5 pedone del nero · d4 pedone del bianco · a3 donna del nero · c3 pedone del nero · d3 re del nero · f3 pedone del bianco · e2 cavallo del bianco · f2 pedone del bianco · d1 alfiere del bianco · e1 alfiere del bianco | b8 alfiere del nero · d8 torre del bianco · c7 pedone del nero · e7 pedone del nero · g6 torre del bianco · h6 re del bianco · a5 cavallo del bianco · e5 pedone del nero · f5 pedone del nero · d4 pedone del bianco · a3 donna del nero · c3 pedone del nero · d3 re del nero · f3 pedone del bianco · e2 cavallo del bianco · f2 pedone del bianco · d1 alfiere del bianco · e1 alfiere del bianco | b8 alfiere del nero · d8 torre del bianco · c7 pedone del nero · e7 pedone del nero · g6 torre del bianco · h6 re del bianco · a5 cavallo del bianco · e5 pedone del nero · f5 pedone del nero · d4 pedone del bianco · a3 donna del nero · c3 pedone del nero · d3 re del nero · f3 pedone del bianco · e2 cavallo del bianco · f2 pedone del bianco · d1 alfiere del bianco · e1 alfiere del bianco | b8 alfiere del nero · d8 torre del bianco · c7 pedone del nero · e7 pedone del nero · g6 torre del bianco · h6 re del bianco · a5 cavallo del bianco · e5 pedone del nero · f5 pedone del nero · d4 pedone del bianco · a3 donna del nero · c3 pedone del nero · d3 re del nero · f3 pedone del bianco · e2 cavallo del bianco · f2 pedone del bianco · d1 alfiere del bianco · e1 alfiere del bianco | b8 alfiere del nero · d8 torre del bianco · c7 pedone del nero · e7 pedone del nero · g6 torre del bianco · h6 re del bianco · a5 cavallo del bianco · e5 pedone del nero · f5 pedone del nero · d4 pedone del bianco · a3 donna del nero · c3 pedone del nero · d3 re del nero · f3 pedone del bianco · e2 cavallo del bianco · f2 pedone del bianco · d1 alfiere del bianco · e1 alfiere del bianco | b8 alfiere del nero · d8 torre del bianco · c7 pedone del nero · e7 pedone del nero · g6 torre del bianco · h6 re del bianco · a5 cavallo del bianco · e5 pedone del nero · f5 pedone del nero · d4 pedone del bianco · a3 donna del nero · c3 pedone del nero · d3 re del nero · f3 pedone del bianco · e2 cavallo del bianco · f2 pedone del bianco · d1 alfiere del bianco · e1 alfiere del bianco | b8 alfiere del nero · d8 torre del bianco · c7 pedone del nero · e7 pedone del nero · g6 torre del bianco · h6 re del bianco · a5 cavallo del bianco · e5 pedone del nero · f5 pedone del nero · d4 pedone del bianco · a3 donna del nero · c3 pedone del nero · d3 re del nero · f3 pedone del bianco · e2 cavallo del bianco · f2 pedone del bianco · d1 alfiere del bianco · e1 alfiere del bianco | 1 |
|   | a | b | c | d | e | f | g | h |   |

Soluzione:
1. Tc6!  (zugzwang)
1. ...Dd6+  2. Txd6 ...  3. Txc3/Cc1#

1. ...c2  2. Tc3+ Dxc3  3. Cc1#

1. ...f4  2. Cc1+ Dxc1  3. dxe5#

1. ...e6  2. dxe5+ Dd6  3. Txc3#

1. ...Aa7  2. Tc5 ...  3. dxe5#

 (2... Da2 3. Txc3# -  2... Axc5 3. dxc5#)